# Сала Болоњезе (Болоња)
Сала Болоњезе (итал. Sala Bolognese) је насеље у Италији у округу Болоња, региону Емилија-Ромања.
Према процени из 2011. у насељу је живело 1723 становника. Насеље се налази на надморској висини од 21 м.

## Становништво
| 1931. | 1936. | 1951. | 1961. | 1971. | 1981. | 1991. | 2001. | 2011. |
| ----- | ----- | ----- | ----- | ----- | ----- | ----- | ----- | ----- |
| 5.279 | 5.286 | 5.355 | 4.159 | 3.974 | 4.549 | 4.935 | 6.273 | 8.245 |